# Höheneinheit

Höheneinheiten verschiedener Geräte im Rack

Abmessungen von Höheneinheiten

Eine Höheneinheit (englisch Unit, kurz U oder Rack Unit, kurz RU), kurz HE, ist eine für Elektronikgehäuse (englisch Rack) verwendete Maßeinheit zur Beschreibung der Höhe des Gerätes. Geräte mit einer Höheneinheit werden als „1HE“ (oder „1U“) bezeichnet, Geräte mit zwei Höheneinheiten als „2HE“ usw.
1 HE entspricht 1¾ Zoll, also 44,45 Millimeter.
Gerätegehäuse, die nach HE bemessen werden, sind zum Einbau in sogenannte 19″-Racks gedacht. Die Breite der 19"-Frontplatten entspricht 482,6 mm, der Abstand der Montageschrauben beträgt 18 5/16 Zoll, also 465,14 mm. Da dieses Maß im Rack häufig nicht exakt eingehalten wird, haben die Frontplatten vieler Geräte Montageschlitze anstelle von Löchern, damit sie auch mit Toleranz sicher montiert werden können.
Des Öfteren wird ein Server mit einer Höhe von 1 HE wegen der resultierenden Gehäuseform scherzhaft als Pizza Box bezeichnet.

## Anwendungen
Besondere Bedeutung kommt der HE in Rechenzentren zu. Dort werden die Rechner oft in 19"-Racks mit begrenzter Höhe betrieben und man zahlt bei der Unterbringung (Serverhousing) eines Gerätes unter anderem für die benötigten Höheneinheiten.
Des Weiteren wird der Begriff HE auch im Bereich der Ton- und Veranstaltungstechnik als Maß für die Bauhöhe von Geräten der Veranstaltungstechnik benutzt. Viele dort verwendete Geräte, wie Effektgeräte, Mischpulte, Dimmer und Endstufen, werden in dieser Gehäusebauform ausgeführt, um sie in 19"-Racks zu montieren.
Weitere Anwendungen finden sich in Telekommunikationsanlagen, der Rundfunktechnik, bei Messgeräten, in der Steuer- und Regelungstechnik und in der Medizintechnik.